# 西藏行动中心

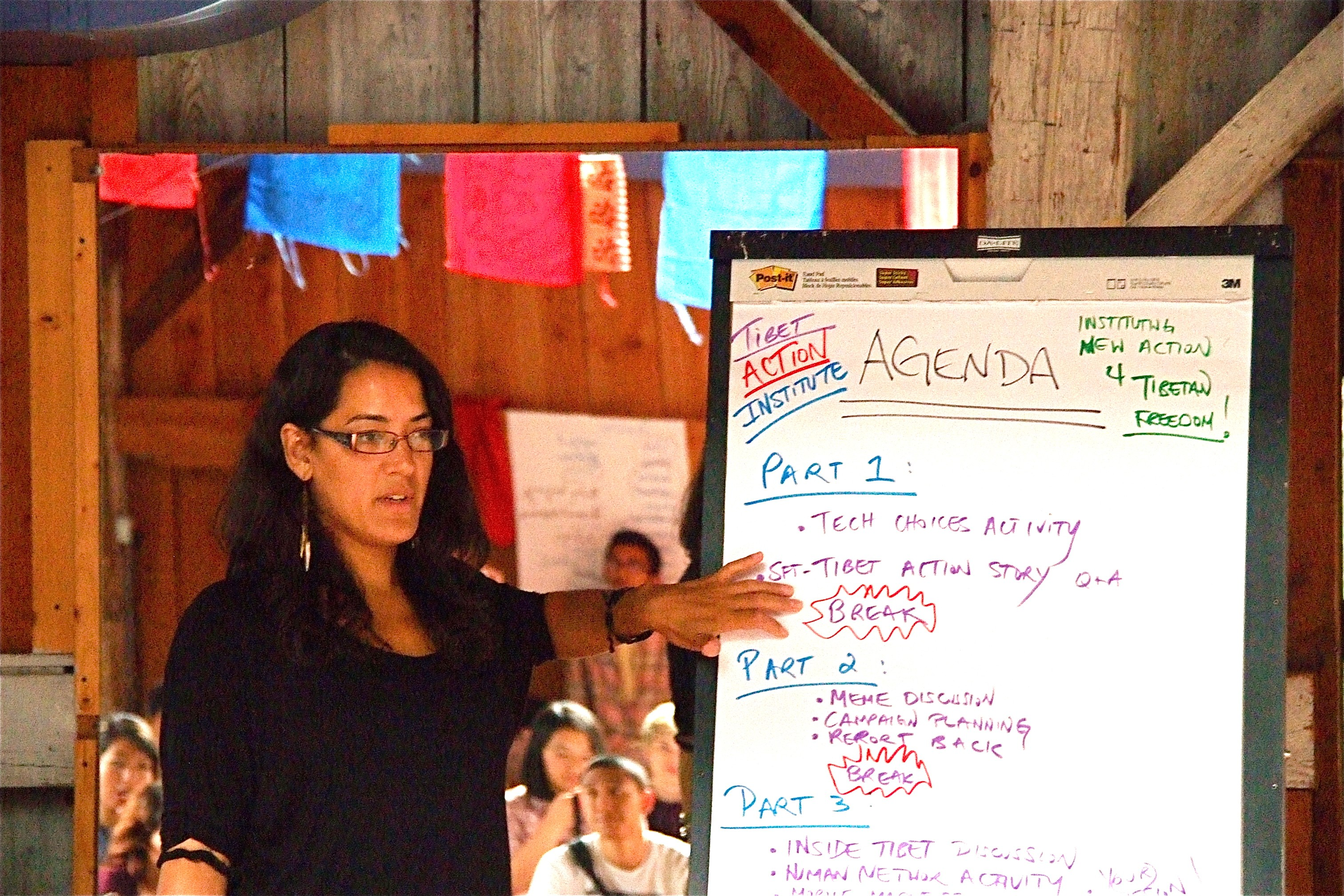
拉珍•志彤于2010年4月22日为西藏行动中心举办讲习活动

西藏行动中心（英語：Tibet Action Institute）是一个使用数字通信工具与战略性非暴力行动来增强数字时代的西藏运动的能力和效力的组织，该组织帮助识别、追踪和抵抗针对藏族活动分子发起的恶意软件和其他类型的在线攻击。

## 历史

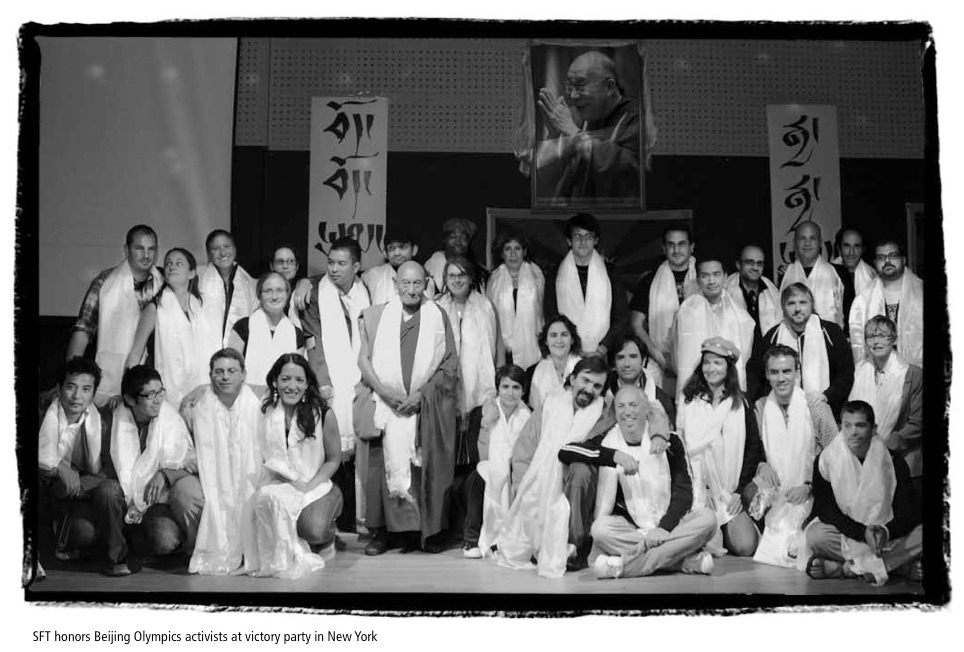
自由西藏学生运动于2009年2月19日在纽约市的胜利晚会向北京奥运会的活动家致敬，特别嘉宾班旦加措身穿长袍站在最中心。

2012年，西藏行动中心主任拉珍•志彤解释西藏的自焚事件，是对中国政府不断加剧的镇压的回应。
2013年，公民实验室的工作人员与西藏行动中心合作，在印度达兰萨拉举办了针对流亡西藏社区网络间谍活动的公众讲座。
2018年3月，西藏行动中心放映了一部纪录片“以孔子之名”（In the Name of Confucius），批评波士顿的孔子学院。
2019年，西藏行动中心获得美国国家民主基金会颁发的“民主奖”。